# Giuseppe Calvi
Giuseppe Calvi (? – ?) byl italský fotbalový útočník.
Fotbalovou kariéru začal v roce 1919 v dresu Turína. Za klub hrál do roku 1929. Titul ze sezony 1927/28 si nepřipsal, protože tuhle sezonu vynechal a nehrál. Kariéru zakončil v roce 1931 jako hráč Janova.
Za reprezentaci neodehrál žádné utkání, ale byl v nominaci pro OH 1924.

## Hráčské úspěchy

### Reprezentační
- 1x na OH (1924)